# Hjalmar Pettersson
Johan Hjalmar Pettersson (* 7. Dezember 1906 in Uppsala; † 25. August 2003 ebenda) war ein schwedischer Radrennfahrer und nationaler Meister im Radsport.

## Sportliche Laufbahn
Pettersson war im Straßenradsport und im Bahnradsport aktiv. Er war Teilnehmer der Olympischen Sommerspiele 1928 in Amsterdam. Im olympischen Straßenrennen wurde  er beim Sieg von Henry Hansen als 32. klassiert. Die schwedische Mannschaft mit Gösta Carlsson, Erik Jansson, Georg Johnsson und Hjalmar Pettersson holte in der Mannschaftswertung die Bronzemedaille.
In der Mälaren Runt kam er 1928 hinter Georg Johnsson auf den 2. Platz. 1930 wurde er in der Schweden-Rundfahrt Zweiter hinter Gösta Björklund. Mit Bernhard Britz und Gösta Björklund gewann er 1930 den nationalen Titel in der Mannschaftswertung des Einzelzeitfahrens. Bei den Meisterschaften der Nordischen Länder gewann er die Mannschaftswertung im Bahnradsport.